# Сборная Кении по регби
Сборная Кении по регби (англ. Kenya national rugby union team) представляет страну в международных соревнованиях по регби-15 высшего уровня. Команда, сыгравшая свой первый матч в 1954 году, управляется Кенийским регбийным союзом.
Сборная принимает участие в турнирах, организуемых Африканской конфедерацией регби, в том числе — в кубке Африки (кенийцы выступают в дивизионе 1A). В 2011 году команда стала сильнейшей на континенте. В 1929 году регбисты Кении провели матч со сборной Южноафриканских университетов, а в 1954 году африканцы провели первый официальный матч, обыграв сборную Танганьики. Соперники встречались вновь в 1955 и 1956 годах, а в 1958 году Кения сыграла с Угандой. Эти две команды и стали основными соперникам кенийцев на протяжении последующих лет. Впрочем, из-за политической нестабильности в регионе международные матчи проводились достаточно редко. С середины 1970-х годов к числу традиционных оппонентов сборной присоединились Замбия и Зимбабве. В конце 80-х, с созданием континентальной конфедерации команда Кении получила возможность встречаться с бо́льшим числом сильных сборных. 10 августе 1987 года команда одержала самую крупную победу в истории: нигерийцы были повержены со счётом 96:3. 27 мая 2006 года кенийцы потерпели самое сокрушительное поражение — 12:84 от Намибии. В отборочном турнире к чемпионату мира 2011 года африканцы одержали ещё одну крупную победу, обыграв Камерун (76:8). Тем не менее, поражение от Туниса не позволило команде пробиться на новозеландский форум.
Ежегодно Кения и Уганда разыгрывают кубок Элгона.

## Результаты
По состоянию на 1 марта 2013 года.
| Соперник       | Матчи | Победы | Поражения | Ничьи | Доля побед |
| -------------- | ----- | ------ | --------- | ----- | ---------- |
| Арабский залив | 2     | 2      | 0         | 0     | 100 %      |
| Ботсвана       | 1     | 1      | 0         | 0     | 100 %      |
| Бразилия       | 1     | 1      | 0         | 0     | 100 %      |
| Гонконг        | 1     | 0      | 1         | 0     | 0 %        |
| Замбия         | 1     | 1      | 0         | 0     | 100 %      |
| Зимбабве       | 13    | 4      | 9         | 0     | 31 %       |
| Камерун        | 4     | 4      | 0         | 0     | 100 %      |
| Мадагаскар     | 3     | 0      | 2         | 1     | 0 %        |
| Марокко        | 3     | 1      | 2         | 0     | 33 %       |
| Намибия        | 5     | 1      | 4         | 0     | 20 %       |
| Нигерия        | 1     | 1      | 0         | 0     | 100 %      |
| ОАЭ            | 1     | 1      | 0         | 0     | 100 %      |
| Сенегал        | 1     | 1      | 0         | 0     | 100 %      |
| Тунис          | 7     | 4      | 3         | 0     | 57 %       |
| Уганда         | 22    | 14     | 8         | 0     | 64 %       |
| Всего          | 66    | 36     | 29        | 1     | 55 %       |